# Santa Matilde (automóvel)
O Santa Matilde é um automóvel esportivo fabricado pela Companhia Industrial Santa Matilde na cidade de Três Rios (RJ), entre os anos de 1978 e 1997. Utiliza mecânica do Chevrolet Opala, com motor 4.1L, 6 cilindros em linha. O chassi também foi desenvolvido a partir das longarinas do Opala. Durante seu período de produção, foi o veículo mais caro do Brasil.

## Antecedentes
Motivado pela Crise Petrolífera de 1973, o governo brasileiro proibiu a importação de automóveis e de peças automotivas, criando uma reserva de mercado em um nicho de alto padrão, formado pelo público consumidor destes produtos. Além das grandes montadoras, pequenos fabricantes se estabeleceram para atender à demanda.

## Projeto e desenvolvimento
A Santa Matilde estava com ociosidade em suas plantas industriais, quando seu proprietário Humberto Pimentel Fonseca, neto do fundador,  investiu na produção de um automóvel esportivo. Com o auxílio de sua filha Ana Lídia Pimentel Fonseca, responsável pelo design, e do piloto e preparador de carros Renato Peixoto, iniciaram o projeto. Em 1976, surgiram os primeiros esboços de um cupê, equipado com motor Chevrolet 250 S.
Os protótipos foram concluídos em 1977, sendo lançados oficialmente na Brasil Export 1977 com o nome de SM 4.1 O custo inicial era de trezentos mil cruzeiros, na época equivalente à vinte mil dólares, o que fazia dele o automóvel mais caro em produção no país. Porém, o resultado foi pífio, pois o modelo apresentou problemas nos freios, acabamento e em outros detalhes, o que motivou Humberto Pimentel a demitir Peixoto e a redesenhar o veículo, produzido agora sob supervisão de Fernando Monnerat. Com os defeitos corrigidos, o modelo foi relançado. Em 1980 foi fabricado o primeiro SM 2.5 turbo, como modelo 1981 a fabricação desta versão foi encerrada em 1982.

## Modelos
- SM Hatch (1977-1983)
- SM Conversível (1983-1990)
- SM Coupé (1983-1997)

## Produção
| Ano  | Quantidade | Ano   | Quantidade |
| ---- | ---------- | ----- | ---------- |
| 1978 | 88         | 1985  | 81         |
| 1979 | 150        | 1986  | 207        |
| 1980 | 147        | 1987  | 25         |
| 1981 | 57         | 1988  | 8          |
| 1982 | 48         | 1989  | 22         |
| 1983 | 44         | 1990  | 13         |
| 1984 | 62         | Total |            |